# Patera de Ptchilka
Pchilka Patera
La patera de Ptchilka (désignation internationale : Pchilka Patera) est une patera située sur Vénus dans le quadrangle de Bellona Fossae. Elle a été nommée en référence à Olena Ptchilka, écrivaine et ethnographe ukrainienne (1849–1930).